# Hypoplasie
Hypoplasie ou hypoplastie — du grec  ὑπό (hypo) « en dessous » et  πλάσσειν (plassein) « former» — est un terme général créé par Virchow en 1870 pour désigner un arrêt du développement ou un développement insuffisant d'un tissu ou organe.
La plupart des causes d'hypoplasie sont des maladies génétiques, mais elles peuvent aussi résulter de phénomènes toxicologiques (ex. : exposition de l'embryon in utero à certains produits chimiques ou médicaments tératogènes, par exemple des antivitamines K, qui peuvent franchir la barrière placentaire).

## Exemples
- Hypoplasie des seins durant la puberté ;
- hypoplasie testiculaire du syndrome de Klinefelter ;
- hypoplasie pulmonaire ;
- hypoplasie thyroïdienne (microdélétion 22q11) ;
- hypoplasie cérébelleuse causée par une mutation du gène RELN codant la reeline ;
- hypoplasie de l'émail dentaire témoignant de certains états carentiels ;
- hypoplasie (squelettique de la cage thoracique) des côtes D-12 ;
- hypoplasie médullaire ;
- hypoplasie maxillaire ;
- hypoplasie médio-faciale ;
- hypoplasie ventriculaire ;
- hypoplasie des nerfs optiques, dans le cadre du syndrome de Morsier.
- hypoplasie du bourgeon caudal (exemple de la Sirénomélie)
- microtie du pavillon de l'oreille